# Kadiria
Kadiria (în arabă قادرية) este o comună din provincia Bouira, Algeria.
Populația comunei este de 22.327 de locuitori (2008).